# Прянишников Іполит Петрович
Прянишников Іполит Петрович (14 (26) серпня 1847, Керч, Російська імперія — 11 листопада 1921, Петроград) — російський оперний співак (баритон), режисер, педагог. Організатор і керівник першого в Російській імперії оперного товариства (1889, Київ). Брат художника Івана Прянишникова.

## Життєпис
Іполит Петрович Прянишников народився 26 серпня 1847 року в Керчі в родині управителя Керченської митниці. Батьки подбали про якісну освіту для свого наймолодшого сина: коли хлопчику було лише сім років, його відправили на навчання в Дрезден, де він опанував гру на скрипці, брав участь в аматорських концертах.
Повернувшись додому, продовжив навчання в Морському кадетському корпусі, служив на флоті (1867—1871). У 1871 році став митником у Ризі, але за два роки служби  зрозумів, що його покликанням є музика.
У 1873—1874 роках Іполит Прянишников навчався в Санкт-Петербурзькій консерваторії у Д. Корсі. Потім удосконалювався в Італії у С. Ронконі, де в 1875—1877 роках співав у різних театрах. Дебютував у 1875 році в Мілані в опері «Марія де Роган», а далі протягом 1876—1877 років співав у Мілані, Болоньї, Пармі, Генуї, Турині, Флоренції.
У 1878 році Прянишников успішно дебютував у Санкт-Петербурзі в опері «Демон» Антона Рубінштейна і був прийнятий на Імператорську сцену: в 1878—1886 роках він був солістом Маріїнського театру.
У 1886 році Прянишникова запросили в Тифліс, спочатку на гастролі, а потім в якості співака і завідувача місцевою казенною оперою. Він також працював тут як режисер: зокрема, під його керівництвом готувала партії починаюча співачка Лідія Звягіна — майбутня солістка Великого театру. У Тифлісі Прянишников залишався до 1889 року, коли місцева опера перейшла в приватні руки.
Був організатором і керівником першого в Росії оперного товариства: в 1889—1892 роках — в Києві, в 1892—1893 роках — в Москві. У 1893 році Прянишников остаточно залишив сцену і присвятив себе педагогічній кар'єрі. Серед його учнів: Г. Бакланов, О. Катульська, Є. Мравіна, М. Фігнер та ін.
Автор відомої популярно-методичної роботи з вокального мистецтва «Поради тим, хто навчається співу» (рос. «Советы начинающим певцам»)  (вид. 1899). Цінність цього видання полягає в простоті й зрозумілості його викладу, узагальненні великого артистичного та педагогічного досвіду співака.
Помер 11 листопада 1921 року в Петрограді. Похований на Успенському (нині — Північному) цвинтарі.

## Вибрані оперні партії
- Мізгир («Снігуронька» М. Римського-Корсакова, перше виконання)
- Мазепа, Онєгін, Ліонель («Мазепа», «Євгеній Онєгін», «Орлеанська діва» П. Чайковського )
- Руслан («Руслан і Людмила» М. Глинки)
- Петро  («Ворожа сила» О. Сєрова)
- Ріголетто  («Ріголетто» Дж. Верді)